# STAT5B
تَرارسانندهٔ پیام و فعال‌کنندهٔ رونویسی ۵ بی (انگلیسی: Signal transducer and activator of transcription 5B) یک پروتئین است که در انسان توسط ژن «STAT5B» کُدگذاری می‌شود.
این مولکول عضوی از خانوادهٔ STAT است که همگی فاکتور رونویسی هستند. در پاسخ به سیتوکین‌ها، اعضای خانوادهٔ STAT فسفریله شده و به هستهٔ سلول می‌روند و در آنجا، نقش یک فعال‌کنندهٔ رونویسی ژنتیکی را ایفا می‌کنند.

## برای مطالعهٔ بیشتر
- Kisseleva T, Bhattacharya S, Braunstein J, Schindler CW (2002). "Signaling through the JAK/STAT pathway, recent advances and future challenges". Gene. 285 (1–2): 1–24. doi:10.1016/S0378-1119(02)00398-0. PMID 12039028.